# Fritz-Julius Lemp
Fritz-Julius Lemp, né le 19 février 1913 à Qingdao, en Chine et mort au combat le 9 mai 1941 dans l'océan Atlantique, est un commandant d'U-Boot allemand pendant la Seconde Guerre mondiale. Il est surtout connu pour avoir coulé par méprise le paquebot britannique SS Athenia le 3 septembre 1939.

## Carrière

### Affectations successives
Entré dans la Marine en 1931, Lemp rejoint la U-Lehr division d'avril 1935 à octobre 1936. Entre septembre 1936 et 1937, il sert à deux reprises à bord du U-28 qu'il commande ensuite du 28 octobre 1937 à novembre 1938 puis l'U-30 (Type VII/A) de novembre 1938 à septembre 1940.
Fritz-Jules Lemp a été le premier à rejoindre Lorient le 7 juillet 1940. Il rejoint la 2e Unterseebootsflottille en octobre 1940 puis est détaché à la flottille "Mer du Nord" d'octobre à novembre 1940. Il commande l'U-110 du 21 novembre 1940 jusqu'à sa mort le 9 mai 1941.

### La fin du paquebot britannique SSAthenia
Comme d'autres sous-marins, celui de Lemp quitte l'Allemagne au milieu du mois d'août, lorsque la crise polonaise menace de provoquer un conflit avec la France ainsi qu'avec la Grande-Bretagne. Le 3 septembre 1939 l'Angleterre et la France déclarent la guerre au IIIe Reich. 
Les sous-marins ont reçu des ordres clairs s'agissant des navires soit à couler (soit à épargner) : toute attaque de paquebot est interdite. Le 3 septembre 1939, à deux cents  nautiques des Hébrides, le SS Athenia navigue en zigzaguant, tous feux éteints, comme le font généralement les  bâtiments de guerre. Lemp en déduit que ce navire est un croiseur auxiliaire, c'est-à-dire un navire marchand armé de canons. Vers 21 heures, l'U-30 est paré à attaquer et Lemp lance deux torpilles en direction de la cible. L'explosion illumine l'océan. En coulant, le navire émet le sifflement caractéristique de l'eau de mer qui envahit ses chaudières allumées. 
Malheureusement, la cible en question n'est pas un croiseur auxiliaire mais un paisible paquebot, l'Athenia de la Donalson Company, jaugeant 13 581 tonneaux. Il venait d'appareiller de Liverpool et faisait route vers Montréal avec 1 100 passagers à bord (1 428 passagers selon une autre source), dont plusieurs centaines d'Américains : 112 passagers périront lors du naufrage (128 passagers, dont 22 Américains, selon une autre source).
Le torpillage de l'Athenia provoque de vives réactions parmi les nations neutres, ainsi que du côté des Alliés. L'Allemagne, comme les Alliés, déploient une campagne de propagande justifiant les faits. Le Commandant du sous-marin fautif falsifie le journal de bord de l'U-30 pour faire croire que l'Athénia est victime d'un complot britannique, manigancé pour provoquer l'entrée en guerre des États-Unis. De leur côté, les Alliés accusent l'Allemagne de mener une campagne de terreur et de ne pas respecter les lois de la guerre. Il faut attendre janvier 1946 pour que la Kriegsmarine reconnaisse avoir coulé l'Athenia.

### Fin duU-110, mort de Lemp
Depuis le 21 mai 1940, Julius Lemp commande l'U-110. Le sous-marin est mis hors de combat le 9 mai 1941 dans le Nord de l'Atlantique, à l'est du cap Farvel, par les destroyers HMS Bulldog, HMS Broadway (en) et par la corvette HMS Aubretia. 
Lemp, pour sauver son équipage ordonne l'abandon et le sabordage du sous marin. Maintenant à bord de canaux de sauvetages, l'équipage est récupéré par les navires britanniques. Cependant, pendant la traversée, Fritz-Julius Lemp réalise que le navire ne coule pas, et tente de retourner sur l'U-110 pour terminer le sabordage et éviter la capture d'informations sensibles. Selon le témoignage de certains membres d'équipages, il aurait été abattu en mer par des soldats britanniques qui nieront ces accusations.  Le sous-marin, en surface, abandonné de son équipage, s'offre aux marins britanniques ; ils envoient une équipe de prise dans une embarcation pour le visiter. Ils y découvrent une machine Enigma avec tous ses codes et ses documents de chiffrement. L'U-110 coule peu après par 60° 22′ N, 33° 12′ O, effaçant ainsi toute trace de sa capture et de l'acquisition de précieux renseignements sur le chiffrement allemand par les Britanniques. 
Parmi les quarante-sept sous-mariniers de l'équipage, trente-deux sont sauvés. Ils sont faits prisonniers et mis au secret au Canada pendant toute la durée restante de la guerre.

### Bilan
Durant ses commandements des sous-marins U-28, U-30 et U-110, Julius Lemp coule vingt navires de commerce, représentant une jauge totale de 96 639 tonneaux, outre quatre autres endommagés, pour une jauge totale de 45 417 tonneaux.

## Récompenses
- Médaille de service de longue durée de la Wehrmacht de 4e classe (2 octobre 1936)
- Croix d'Espagne en bronze (6 septembre 1939)
- Croix de fer (1939) de 2e classe (27 septembre 1939) et de 1re classe (18 janvier 1940)
- Croix de chevalier de la croix de fer le 14 août 1940 en tant que Kapitänleutnant et commandant de l'U-30 (25e de la Kriegsmarine, 9e de la Ubootewaffe).